# Evangelische Stadtkirche (Gaildorf)

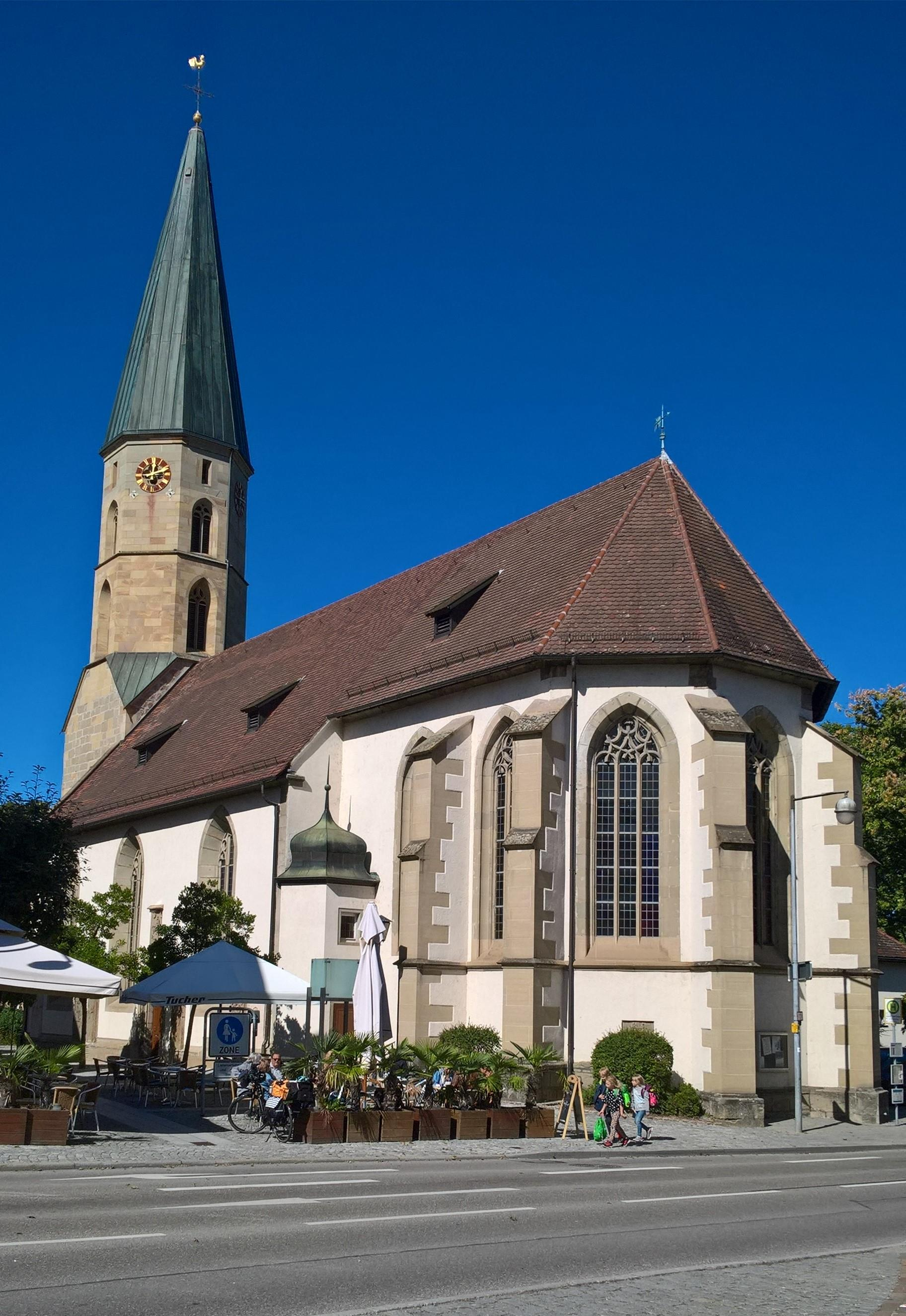
Evangelische Stadtkirche in Gaildorf

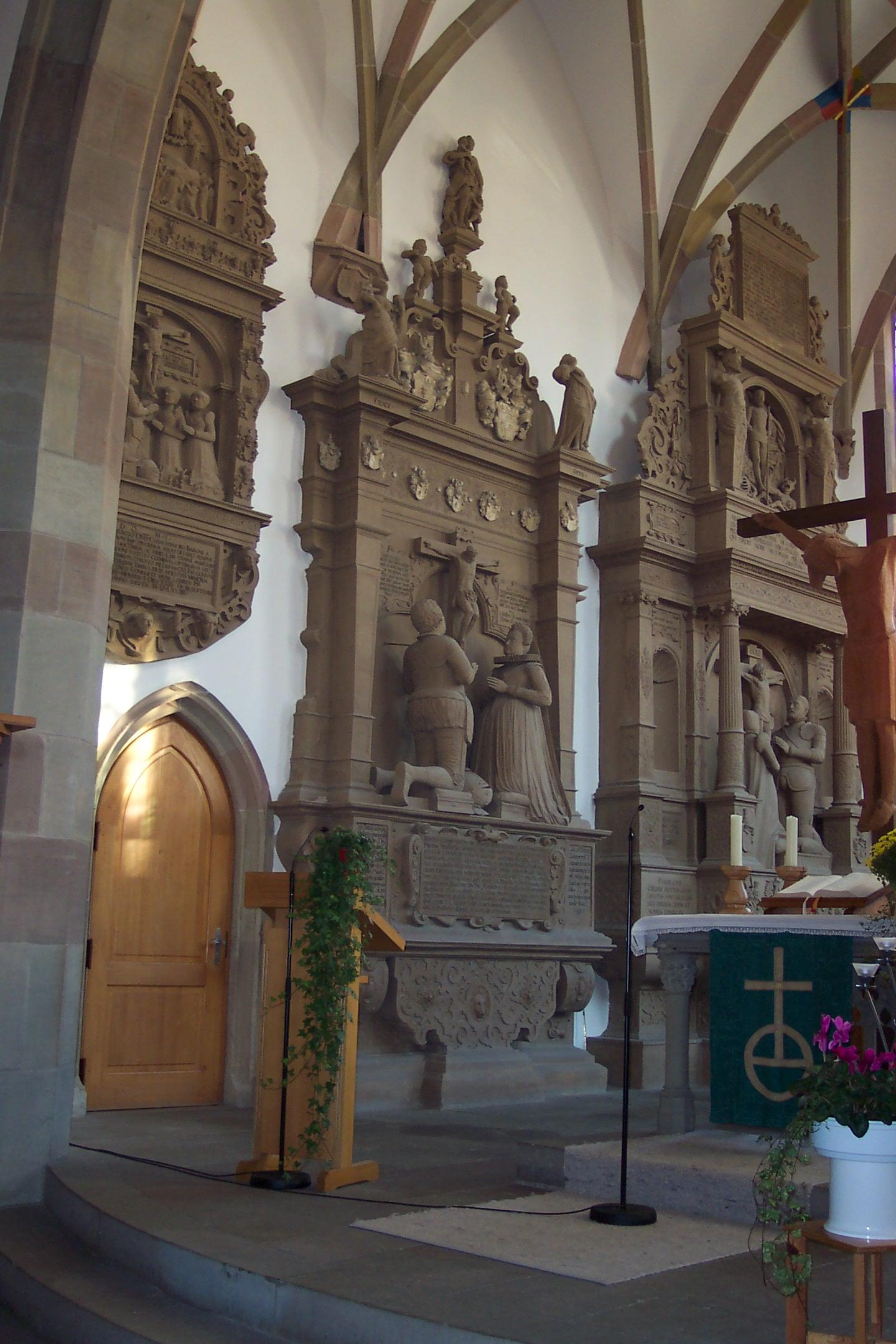
Innenansicht mit Grabdenkmälern

Die Evangelische Stadtkirche ist ein geschütztes Kulturdenkmal nach dem Denkmalschutzgesetz. Sie steht in Gaildorf, einer Stadt im Landkreis Schwäbisch Hall in Baden-Württemberg. Die Kirchengemeinde gehört zum Kirchenbezirk Gaildorf in der Evangelischen Landeskirche in Württemberg.

## Beschreibung
Die Saalkirche besteht aus einem Langhaus, einem Kirchturm im Westen, die im Zweiten Weltkrieg in Teilen zerstört und nach 1945 wieder aufgebaut wurden, und einem 1433 gebauten, eingezogenen, dreiseitig geschlossenen Chor im Osten, der von Strebepfeilern gestützt wird. Der Kirchturm wurde mit achteckigen Geschossen aufgestockt, um die Turmuhr und den Glockenstuhl unterzubringen, und mit einem spitzen Helm bedeckt.
Der Innenraum des Chors wurde 1521 mit einem Netzrippengewölbe überspannt, wie auf dem Schlussstein angegeben. Ein Epitaph für den 1585 verstorbenen Schenken von Limpurg wird Sem Schlör zugeschrieben. Die Orgel wurde von der Firma Orgelbau Friedrich Weigle errichtet.